# Doug Williams (American football)
Douglas Lee "Doug" Williams (Zachary, Louisiana, 9 augustus 1955) is een Amerikaans voormalig Americanfootballspeler voor de Tampa Bay Buccaneers en de Washington Redskins in de National Football League en voor de Oklahoma / Arizona Outlaws in de United States Football League. Williams speelde als quarterback en won eenmaal de Super Bowl.
Hij is sinds 2021 senior adviseur bij de Washington Commanders.